# Money in the Bank 2023
Money in the Bank 2023 è la quattordicesima edizione dell'omonimo pay-per-view di wrestling prodotto dalla WWE. L'evento si è svolto il 1º luglio 2023 a Londra, alla O2 Arena, ed è stato trasmesso in diretta su Peacock negli Stati Uniti e sul WWE Network nel resto del mondo.

## Storyline
Durante la puntata di Raw del 22 maggio è stato annunciato che a partire dalla settimana successiva sarebbero iniziati i match di qualificazione per il Money in the Bank ladder match maschile e femminile. I primi a qualificarsi per il match maschile furono Richochet e Shinsuke Nakamura durante la puntata di Raw del 29 maggio ed LA Knight durante la puntata di Smackdown del 2 giugno. I match di qualificazione per il Money in the Bank ladder match femminile iniziarono a Smackdown il 2 giugno, dove si qualificò Zelina Vega, mentre nella puntata di Raw del 5 giugno si qualificarono Becky Lynch e Zoey Stark. I match di qualificazione continuano, durante la puntata di Smackdown del 9 giugno si qualificarono Santos Escobar e Butch per l'incontro maschile e Bayley e Iyo Sky per il match femminile; mentre nella puntata di Raw del 12 giugno l'ultimo a qualificarsi per il match maschile è stato Damian Priest.
Nella puntata di Raw del 5 giugno Cody Rhodes è stato intervistato da The Miz nel suo Miz TV, quest'ultimo ha presentato come ospite Dominik Mysterio accompagnato da Rhea Ripley. Dopo essersi scambiati insulti a vicenda, Dominik prima di lasciare il ring schiaffeggiò Rhodes. Nella puntata successiva Cody lancia una sfida a Dominik a Money in the Bank, che Rhea Ripley accettò a suo conto.
Nella puntata di Raw del 29 maggio il World Heavyweight Champion Seth Rollins sconfisse Finn Bálor e Damian Priest in un tag team match insieme ad AJ Styles, questo portò la settimana successiva alla sua prima difesa titolata contro Priest, dove Rollins mantiene il titolo. Nella puntata successiva Balor sfidò Rollins a Money in the Bank e poco dopo il match è stato ufficializzato.

## Risultati
| # | Match                                                                                                 | Stipulazione                                            | Durata |
| - | --- | ------------------------------------------------------- | ------ |
| 1 | Damian Priest ha sconfitto Ricochet, Shinsuke Nakamura, LA Knight, Santos Escobar, Butch e Logan Paul | Money in the bank ladder match                          | 21:00  |
| 2 | Raquel Rodriguez e Liv Morgan hanno sconfitto Shayna Baszler e Ronda Rousey (c)                       | Tag team match per il WWE Women's Tag Team Championship | 9:00   |
| 3 | Gunther (c) ha sconfitto Matt Riddle per sottomissione                                                | Single match per il WWE Intercontinental Championship   | 7:35   |
| 4 | Cody Rhodes ha sconfitto Dominik Mysterio (con Rhea Ripley)                                           | Single match                                            | 8:40   |
| 5 | Iyo Sky ha sconfitto Zelina Vega, Becky Lynch, Zoey Stark, Bayley e Trish Stratus                     | Women's money in the bank ladder match                  | 17:50  |
| 6 | Seth Rollins (c) ha sconfitto Finn Bálor                                                              | Single match per il World Heavyweight Championship      | 12:30  |
| 7 | Gli Usos hanno sconfitto Roman Reigns e Solo Sikoa (con Paul Heyman)                                  | Tag team match                                          | 32:10  |